# 스웨덴 수화어족
스웨덴 수화 어족은 스웨덴 수화, 핀란드 수화, 포르투갈 수화가 속한 어족이다. 포르투갈 수화는 다른 로망스어권과 체계가 다르고, 스웨덴 수화는 덴마크, 노르웨이 수화와 다른 체계이다.
스웨덴 수화는 1800년경에 나타났다. Wittmann (1991)은 스웨덴 수화가 영국 수화로부터 나왔다고 제안했다. 이것이 사실인지와는 별개로, 스웨덴 수화는 포르투갈 수화(1823년)와 핀란드 수화(1850년대)를 낳았다. 핀란드 수화는 기존에 핀란드에 존재하던 지역 수화와 섞였으며, 스웨덴 수화와 핀란드 수화는 서로 의사 소통이 불가능하다.
에스놀로그에 따르면 덴마크 수화는 스웨덴 수화와 상당 부분 의사 소통이 가능하지만, Wittmann (1991)은 덴마크 수화를 프랑스 수화 어족으로 분류한다.
스웨덴 수화 내부의 방언 차이는 알려진 바 없다. 스웨덴 수화는 덴마크 수화, 노르웨이 수화, 핀란드 수화 등과 일부분 의사 소통이 가능하다.
핀란드 해안 지방에 살고 있는 스웨덴계 농인 공동체는 핀란드-스웨덴 수화(FinSSL)라는 언어를 만들어냈다. 핀란드-스웨덴 수화는 스웨덴계 핀란드인 문화와 연결된 별개의 언어로 인식되고 있다.